# Morgunblaðið
Morgunblaðið (dansk: Morgenbladet) er den største avis på Island med et dagligt oplag på omkring 50.000 eksemplarer. Morgunblaðið har de fleste af sine læsere i den sydvestlige del af landet, særligt i og omkring hovedstaden Reykjavik.
Avisen blev grundlagt af Vilhjálmur Finsen og udkom første gang 2. november 1913. Siden 1919 har avisen været udgivet af Árvakur. Politisk havde avisen særligt under Den Kolde Krig tætte relationer til det konservative politiske parti Sjálfstæðisflokkurinn. Helt frem til 1983 deltog avisens redaktører og politiske reportere i møder med partiets gruppe i Altinget. Selv om partibåndene officielt er brudt, har avisen flere gange siden været kritiseret for at læne sig for meget op af partiet i sine holdninger, særligt under valgkampe. Avisen har dog haft andre standpunkter end partiet, eksempelvis om fiskekvoter, ligesom avisen har rekrutteret flere venstreorienterede journalister og har haft ledende artikler, der advokerede for feminisme.
Oprindeligt blev avisen ikke udgivet mandag, men siden 2003 er avisen udkommet alle ugens dage i variabelt omfang; mellem 60 og 120 sider.

## Ansvarshavende redaktører
- Vilhjálmur Finsen (1913-1921).
- Þorsteinn Gíslason (1921-1924).
- Jón Kjartansson (1924-1947).
- Valtýr Stefánsson (1924-1963).
- Sigurður Bjarnason (1956-1970).
- Bjarni Benediktsson (1956-1959).
- Einar Ásmundsson (1956-1959).
- Matthías Johannessen (1959-2000).
- Eyjólfur Konráð Jónsson (1960-1974).
- Styrmir Gunnarsson (1972-2008).
- Ólafur Þ. Stephensen (2008-2009).
- Davíð Oddsson og Haraldur Johannessen (2009-).